# Uri Saranghage Dwaesseoyo
Singles de Ga-in, Jo Kwon
Must Have LOVE
(2006)
Uri Saranghage Dwaesseoyo est le 2e single de Ga-in en collaboration avec Jo Kwon (2AM) sorti sous le label NegaNetwork le 17 décembre 2009 en Corée.
Au moment de se sortie, Ga-in et Jo Kwon participent ensemble en tant que couple à l'émission We Got Married. Sorti en période de Noël, l'argent récupéré a été utilisé pour faire des dons.

## Liste des titres
| 1. | Uri Saranghage Dwaesseoyo (우리 사랑하게 됐어요)                | 3:40 |
| 2. | Uri Saranghage Dwaesseoyo (Instrumental) (우리 사랑하게 됐어요) | 3:40 |